# サファリラリー

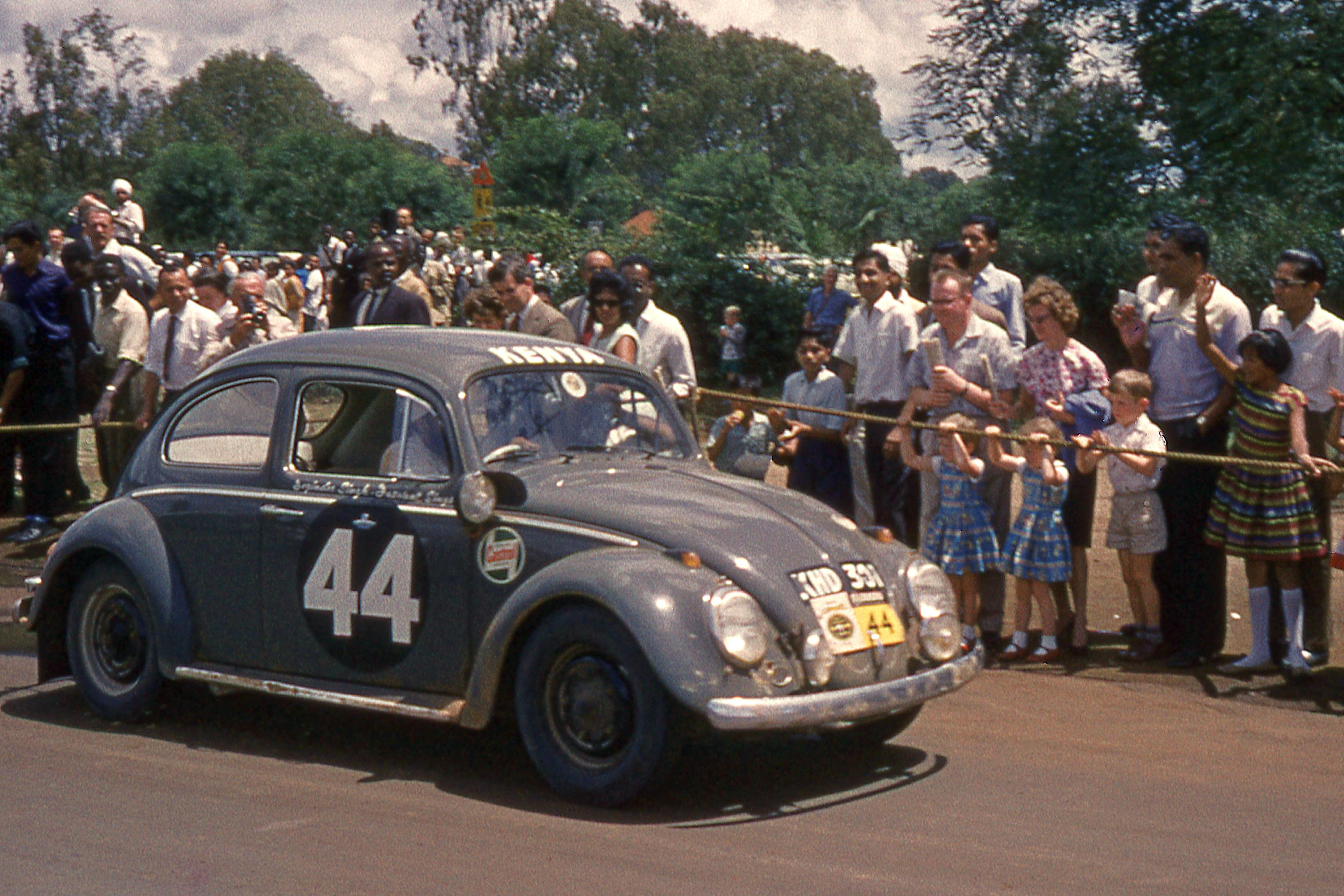
ジョギンダ・シンのドライブするフォルクスワーゲン・タイプ1（1962年）

サファリラリー（英語：Safari Rally）とは、アフリカのケニアを中心に行われるラリーイベント。世界ラリー選手権 (WRC) の一戦に含まれる。

## 概要

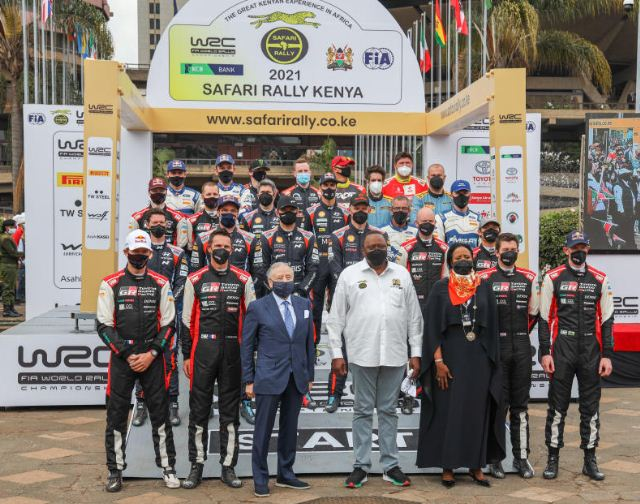
2021年、WRC復帰を宣言するセレモニー

1953年、東アフリカのイギリス植民地においてエリザベス2世の即位を記念して初開催された、歴史の長いラリーである。アマチュアイベントから国際的なラリーへと発展し、ラリー・モンテカルロ、RACラリーと共に「世界三大ラリー」と称されていた。
例年復活祭にあわせて3月から4月にかけての時期に開催され、現地では乾季と雨季の変わり目に当たる。ケニアの首都ナイロビをスタート/ゴール地点として、ビクトリア湖周辺のケニア、ウガンダ、タンザニアの3カ国を5日間で5000kmも走破した頃もあった。灼熱の大地では様々なトラブルが起こり、「カーブレイカーラリー」との異名をとる世界一過酷なラリーであった（年によっては、完走率が15％を下回ることもあった）。
かつてはマシンの信頼性が絶対条件とされていたが、時代が進むにつれ日程も距離も短縮され、他のWRCイベントのように秒単位で競い合うスプリントラリーへと変わっていった（2002年は3日間で2,431 km）。オーガナイザーの財政難に加えて、イベントの特殊性や開催地の遠さが、コストダウンの名の下に各イベントの画一化を進めるFIAの意図に反することもあり、2002年を最後にWRCイベントから外された。
その後はアフリカラリー選手権のカレンダーで開催されているが、2007年と2009年はインターコンチネンタル・ラリー・チャレンジ (IRC) シリーズと併催された。また、1年おきに「イースト・アフリカン・サファリ・クラシック」という、1970年代とほぼ同じルートを使うクラシックラリーも開催されている。
2020年WRCのカレンダーでは18年ぶりの復活を果したが、COVID-19のパンデミックの影響により、2021年が正式なWRC復帰となった。

## イベントの特殊性

### コース
コースとなる道路を完全閉鎖・管理することが不可能であるため、通常のラリーのような移動区間（リエゾン）や閉鎖区間（スペシャルステージ）が存在しない。全行程がタイムコントロール (TC) 区間に区切られ、各TCごとに設定された目標時間に対して遅れた分のタイムが累積される。また、TCの中でもSSに相当するコンペティティブ・セクション (CS) ではタイムアタックを行ない、これらの合計タイムで最終順位を決める。
灼熱のサバンナを行く未舗装路は乾燥して砂埃がひどく、固く乾いた路面のせいでサスペンションやタイヤにかかる負担は大きい。しかし雨が降れば、今度はたちまち泥濘と化し、スタックする車両が続出する。
シマウマやキリンのような野生動物も多くいる。
70km以上も直線が延々と続く名物セクションがあり、WRC各イベント中でもっとも最高速が必要とされるのはこのイベントであった。最高速は1986年のトヨタ・セリカTCT (TA64) のマークした250km/h以上とされる。サファリがWRCから外された2003年以降、200km/h以上で走り続ける必要がなくなった各ワークスは、ダウンフォース増強などによるコーナリングスピード向上させた。
2021年のWRC復帰の際はCSやTCのようなものは設定されず、一般的なラリーと同じくクローズドコースのSSで実施された。ただし路面特性は変わっていないため、WRカー勢の全員がなんらかのトラブルに見舞われるサバイバルレースとなった。
歴代最低完走率は1968年の7.5%（93台中7台）。

### 装備
「サファリ仕様」と呼ばれる大幅な改造が許されており、野生動物との接触時にラジエーターを損傷させないためのアニマルバーや、左右ドアミラーの前部に装備され、光量を確保するとともに競技車両であることを示すウイングランプ、スバルが1988年に初採用した雨季の開催では泥の川と化すコースで、エンジンに水を吸い込まないためのシュノーケル（吸排気口を屋根まで伸ばす）、車載スペアタイヤの本数増加（車内だけではなく、ルーフにもタイヤラックを装着して積載する）、床を2重にするダブルスキン、サスペンショントラベルを増やす、燃料タンクを大型化する、アクティブデフを機械式のデフに変更するなど、その改造内容は多岐にわたる。この他に、マッドホールに嵌ってしまった際、コドライバーが車体に乗ってタイヤに荷重をかける必要性から車体後部にバンパーステップとアシストグリップが取り付けられていたが、これらは1980年代後半以降各ワークスチームがウィンチ装備の4WDカーを用意するようになると姿を消していった。2007年までのWRCの他のグラベルイベントでは有効であるパンクレスタイヤの一種ムースタイヤは、ミシュラン側では高温になり内圧が上がりすぎるため、サファリでは使用できなかったが使用が解禁された1997年のイベントでフォードがミシュラン側の意見とは逆に採用した。
スペシャルステージがないため、ドライバーには耐火スーツやグローブ、ヘルメットの装着義務がない。車内温度が50℃を超えることもあるこのイベントで、ドライバー達はTシャツ・短パンにヘッドセットをしただけの姿で競技していた。
1970年代のサファリでは車体の改造だけでなくチームによっては河川超えのリード用に滑車とロープを積み込んだり、河川水量やマディ路面のグリップ加減によっては現地人の協力で車のトランクにそのまま乗って浮力で浮かんでしまうリアのトラクションを稼ぐ等と言った行為や、元からオーバーヒート気味になり易いマシンでは数日間炎天下を走り、ラジエータが空になった時はレインコートで水を汲んで補充する事 もチームによっては珍しくはなく、当時はドライバーサイドも現地対応で苦労させられていたようである。

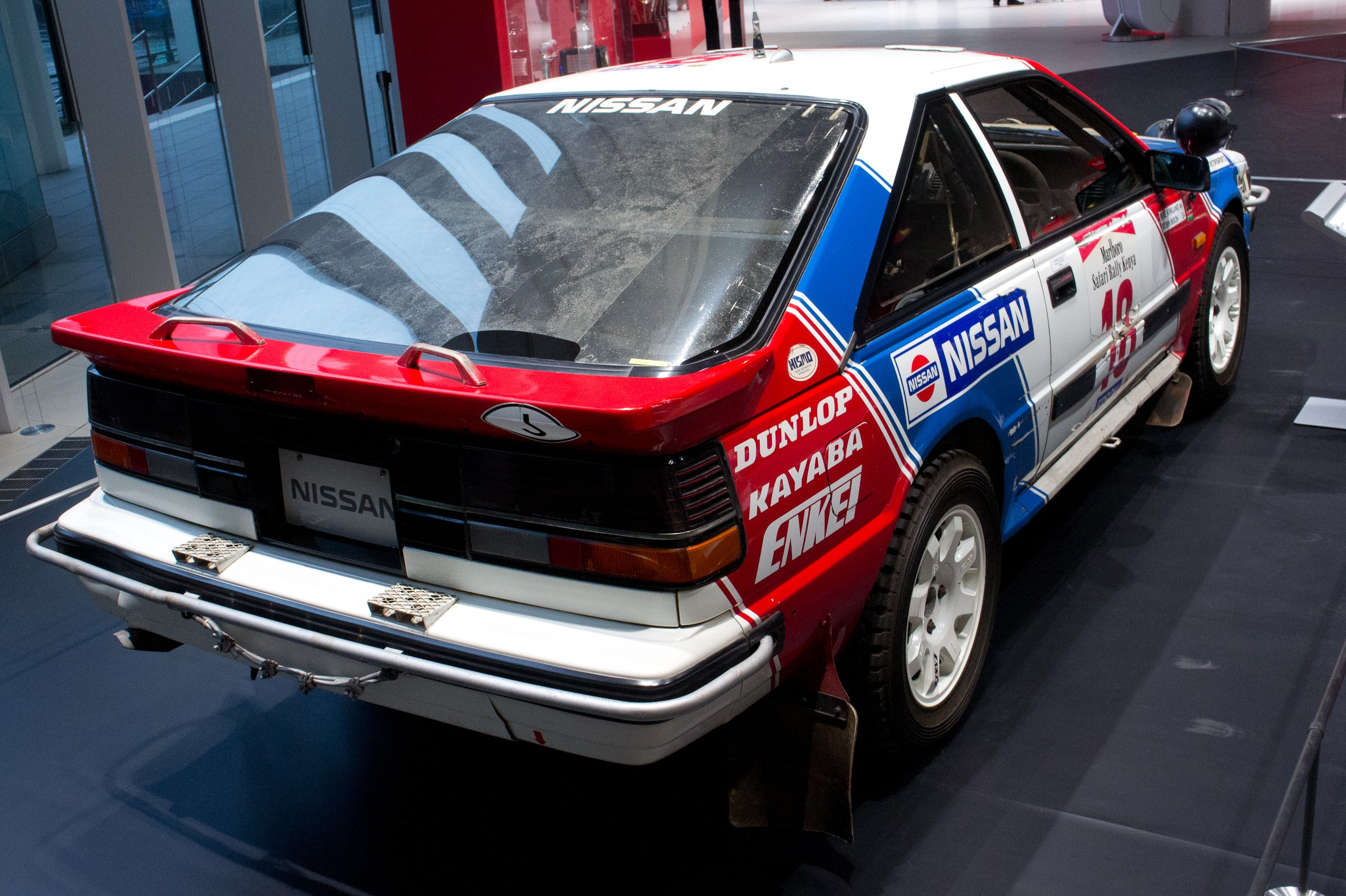
日産・200SXのリアビュー。バンパーステップとリヤスポイラーにアシストグリップを装備（1988年）。
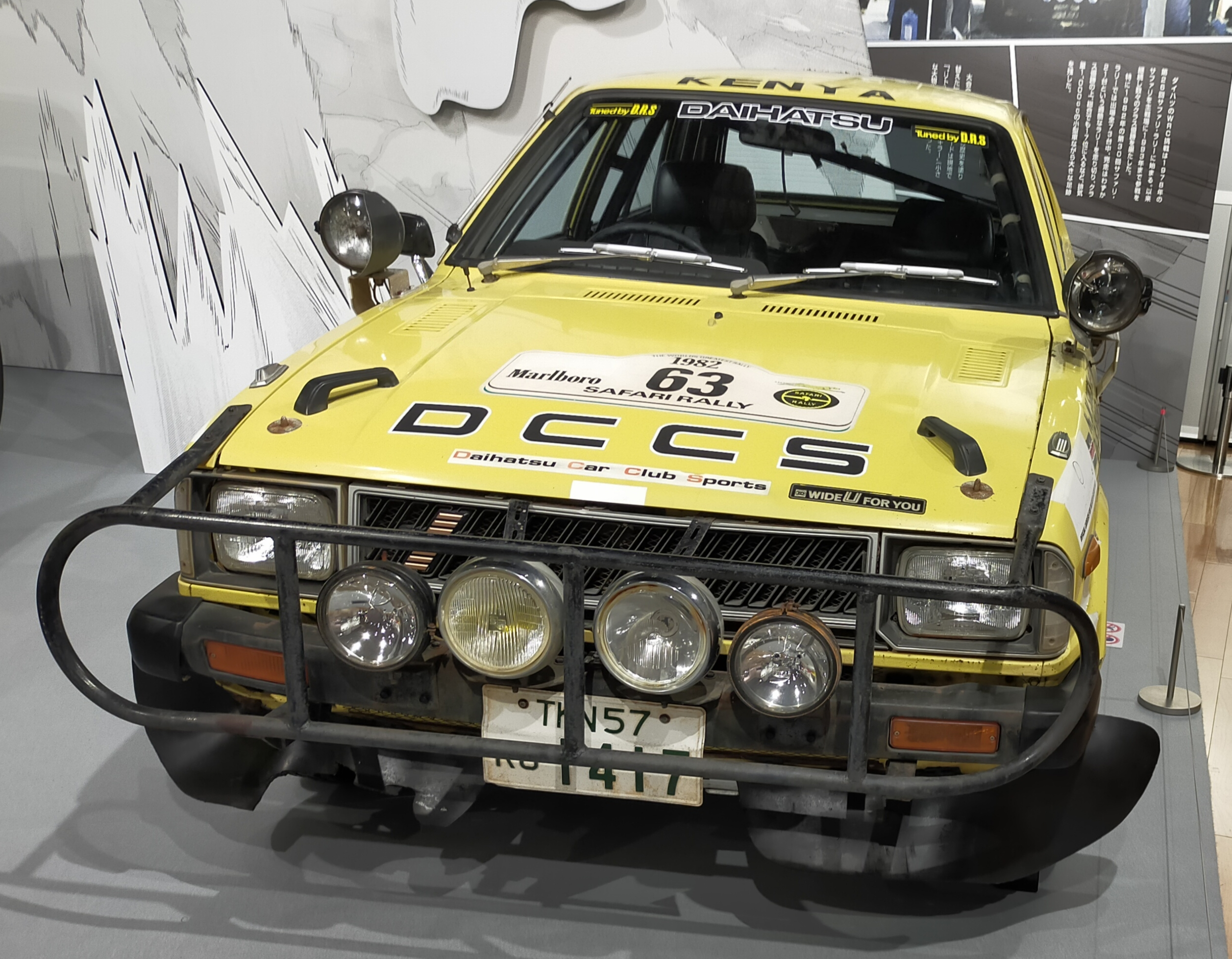
アニマルバーとウイングランプを装備したダイハツ・シャレード。前輪駆動のためアシストグリップはボンネットに取り付けている（1982年）。
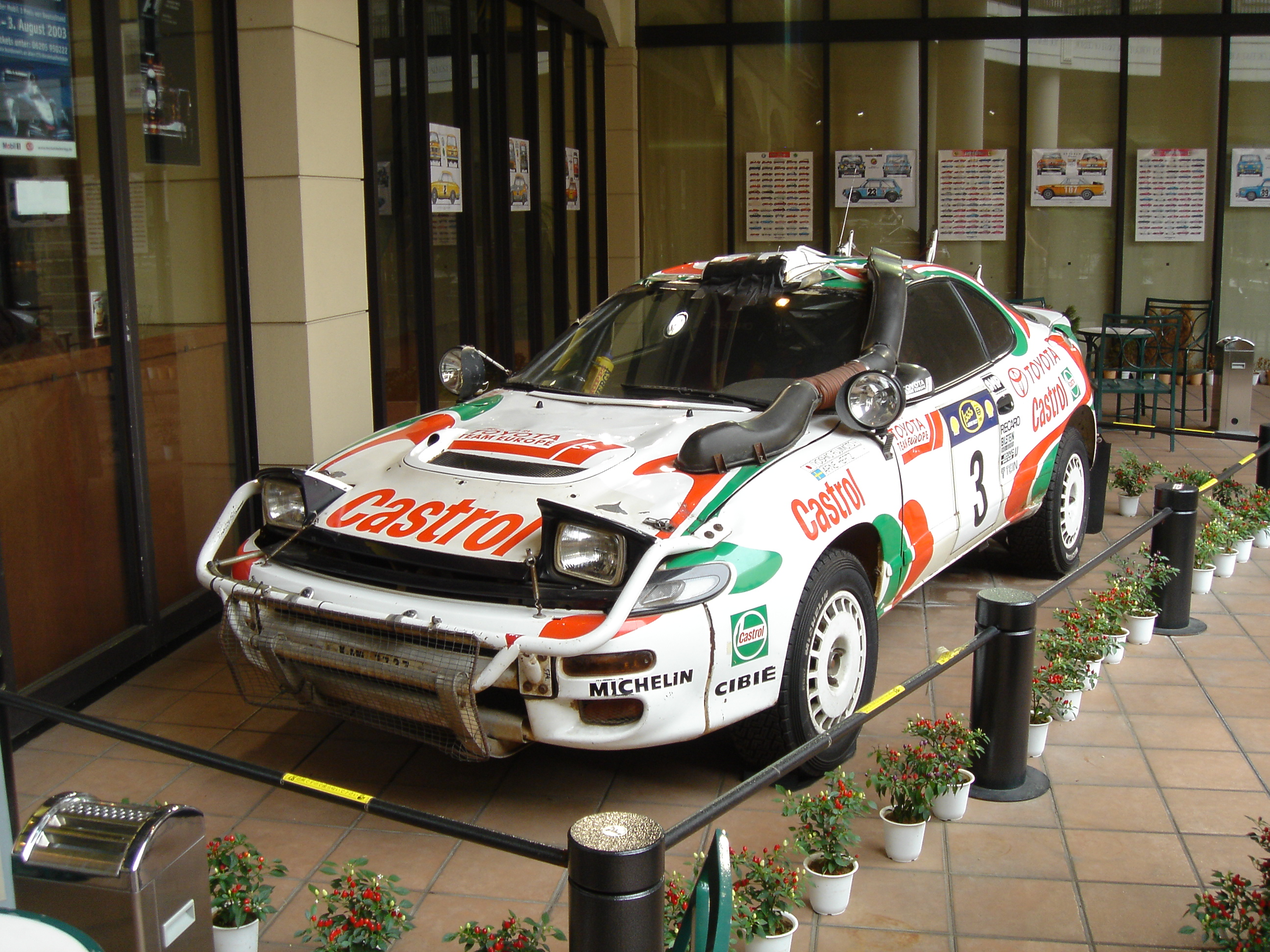
サファリ仕様のトヨタ・セリカST185。シュノーケルやウイングランプ、アニマルバーを備える（1995年）。
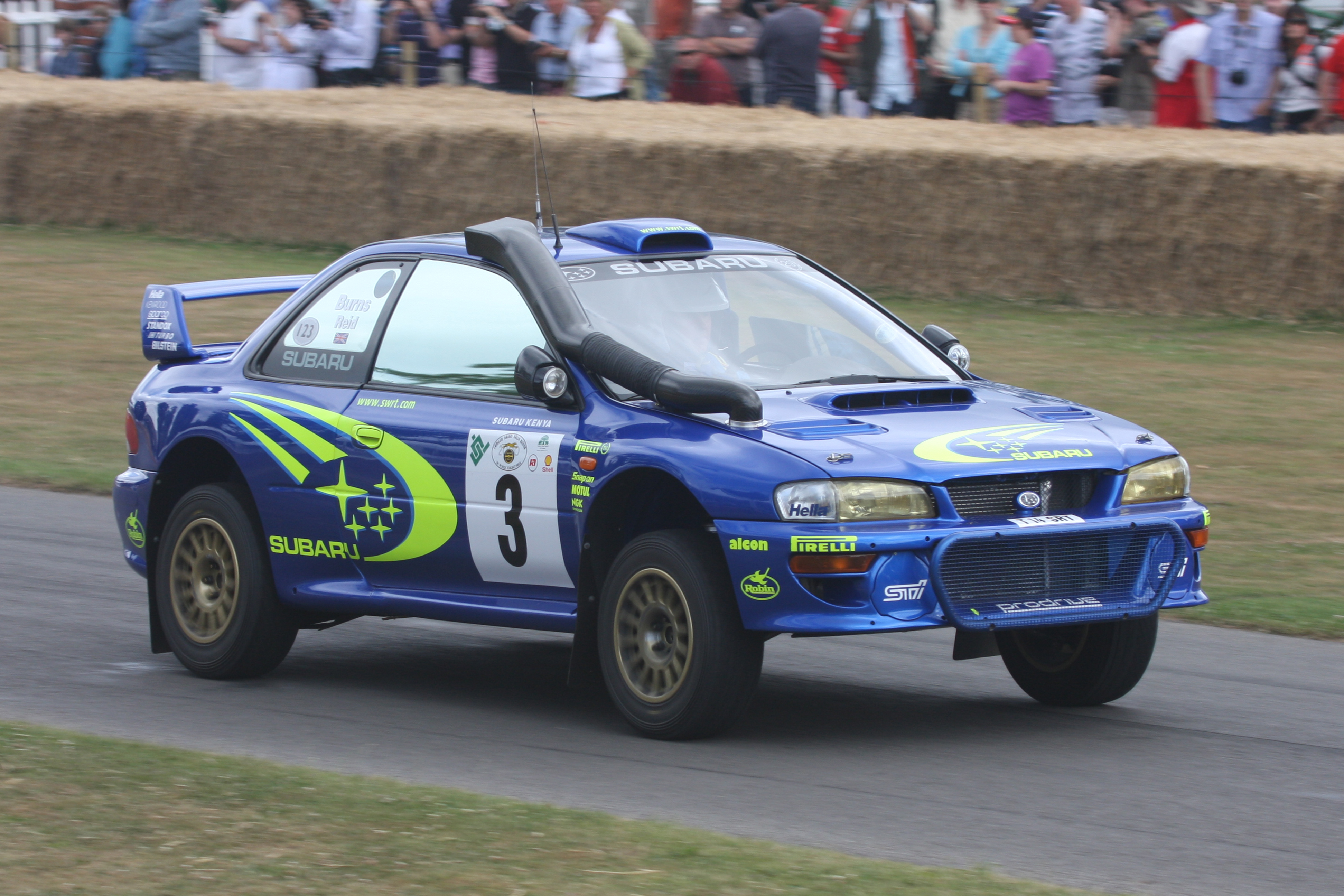
2000年のサファリウィナー、スバル・インプレッサWRC。ウイングランプはサイドミラーと一体化された。

### サポート体制
サービスパーク制導入以前の、ほぼどこででもサービスができた時代、ワークスチームではイベントごとにサポートカーなど含めて数十台の車両を用意しなければならなかった。このイベントは開催地が遠いのみならず交通の便が悪いため、輸送の負担を少しでも軽減するため競技車両と同じ車両でレッキ（事前の下見走行）ができた。他イベントではレッキに競技車両と同一仕様の車両を使う事は現在では許されていない。
WRC創設以前、IMC初年度の1970年には規模の大きいチームでもメカニックは10人程であったが、1980年代から1990年代前半にかけてワークスチームの参戦体制の大規模化が進んだ。1989年のランチアは1988年7月に現地スタッフの手配から始まり、ケニアでのテストを2度行った。1988年11月末の1度目のテストは走行距離約300㎞と小規模なものだったが、翌1989年1月からの2度目の現地テストでは2台のテストカーを使い1台目は約4500㎞、2台目は約2000㎞を走破する大掛かりなもので、3月から4月に開催された本番にはチャーターしたダグラス DC-8にサポートカー14台、ヘリコプター2機、セスナ1機とメカニックを収容しケニアに乗り込んだ。
1991年にWRCに復帰した日産は緒戦にサファリを選択したが、その体制はクルー150名以上、サービスカー45台、ヘリコプター2機、セスナ1機というものであった。1993年のトヨタもサポートカー49台、ヘリ2機、セスナ1機、クルー116名を数えた。他にドライバー、コドライバー、現地採用のスタッフが加わり、さらに岩瀬晏弘のクルーも参加した。この年のトヨタはサービスポイントの配置などのロードマップの作製だけで2か月を要していた。翌1994年もトヨタは大規模な体制でサファリに臨み、ケニアへの機材輸送にソ連製の大型輸送機アントノフAn-124をチャーターしていた。
コースの閉鎖が成されていないため、コースには対向車のみならず、歩行者も現れる。それらとの事故を避けるため、上空に軽飛行機やヘリコプターと飛ばし、競技者にコース状況を伝える事も認められている。また、地上付近を飛行して、コース上にいる動物を排除するという仕事も請け負う。

### その他
始まったばかりの頃は、ベースとなる市販車の値段によってクラス分けがされていた。英国領だった当時はポンド建てで、600ポンドのAクラス、800ポンドまでのBクラス、1000ポンドまでのCクラス、それ以上のDクラスという4クラス構成だった。
1960年からエンジン排気量によって分けられるようになるが、当時は日本でいう軽自動車のような車格のクラス（750cc）以下も設定されており、NSUやゴッゴモビルが参戦した。

## 日本勢の参戦
このラリーには、自社製品の耐久性の高さをアピールするため、日本の自動車メーカーの海外輸出が本格した1960年代以降に日本メーカーはこぞって参戦した。日産とトヨタ、三菱が好成績を修め、WRCで活躍したスバルやクラス優勝ではあるもののダイハツの健闘も光った。ダカール・ラリーと並び（WRCというシリーズ以上に）日本での知名度は高く、映画の題材などにもなった。

### 日産

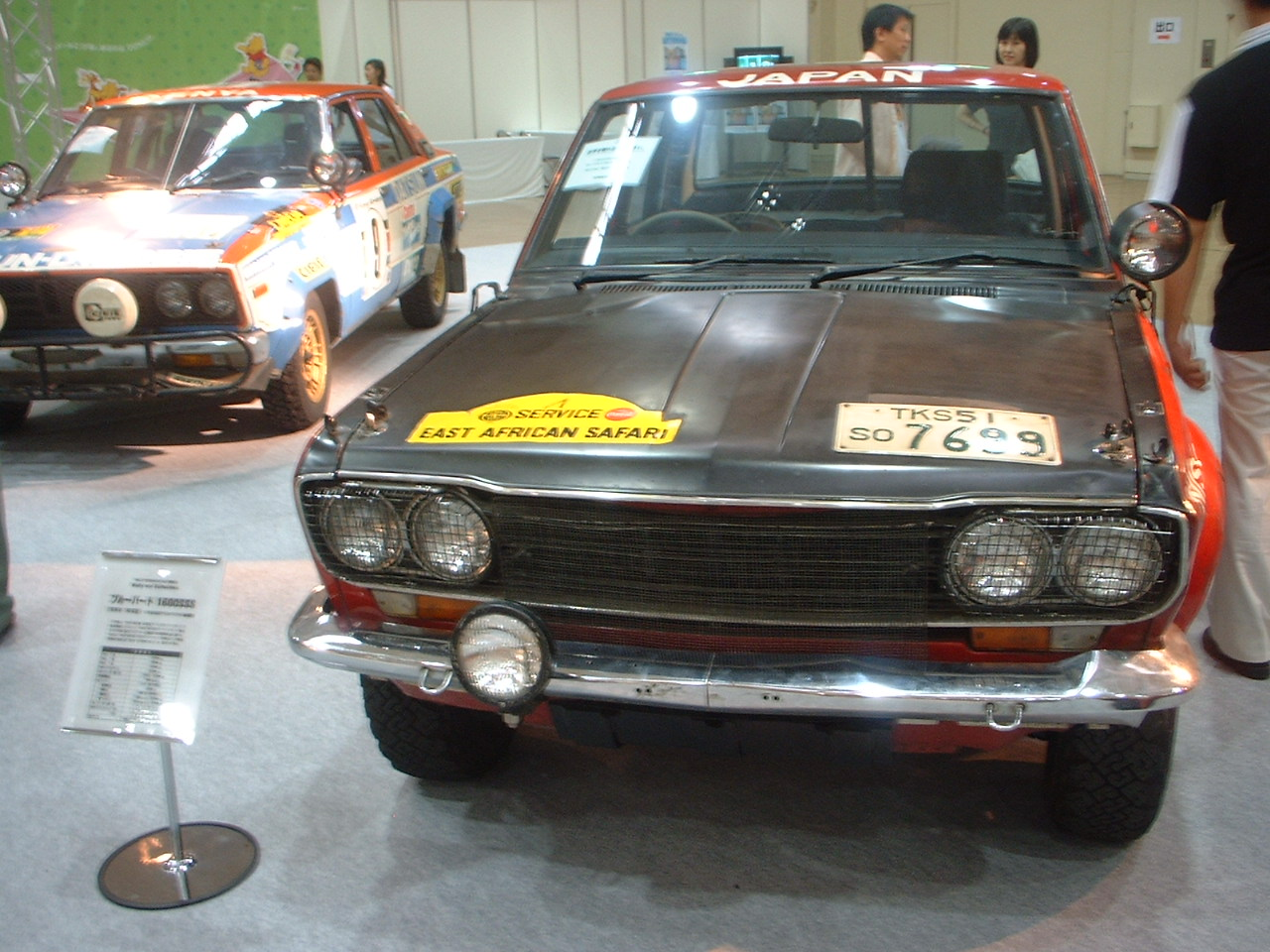
510型ブルーバード

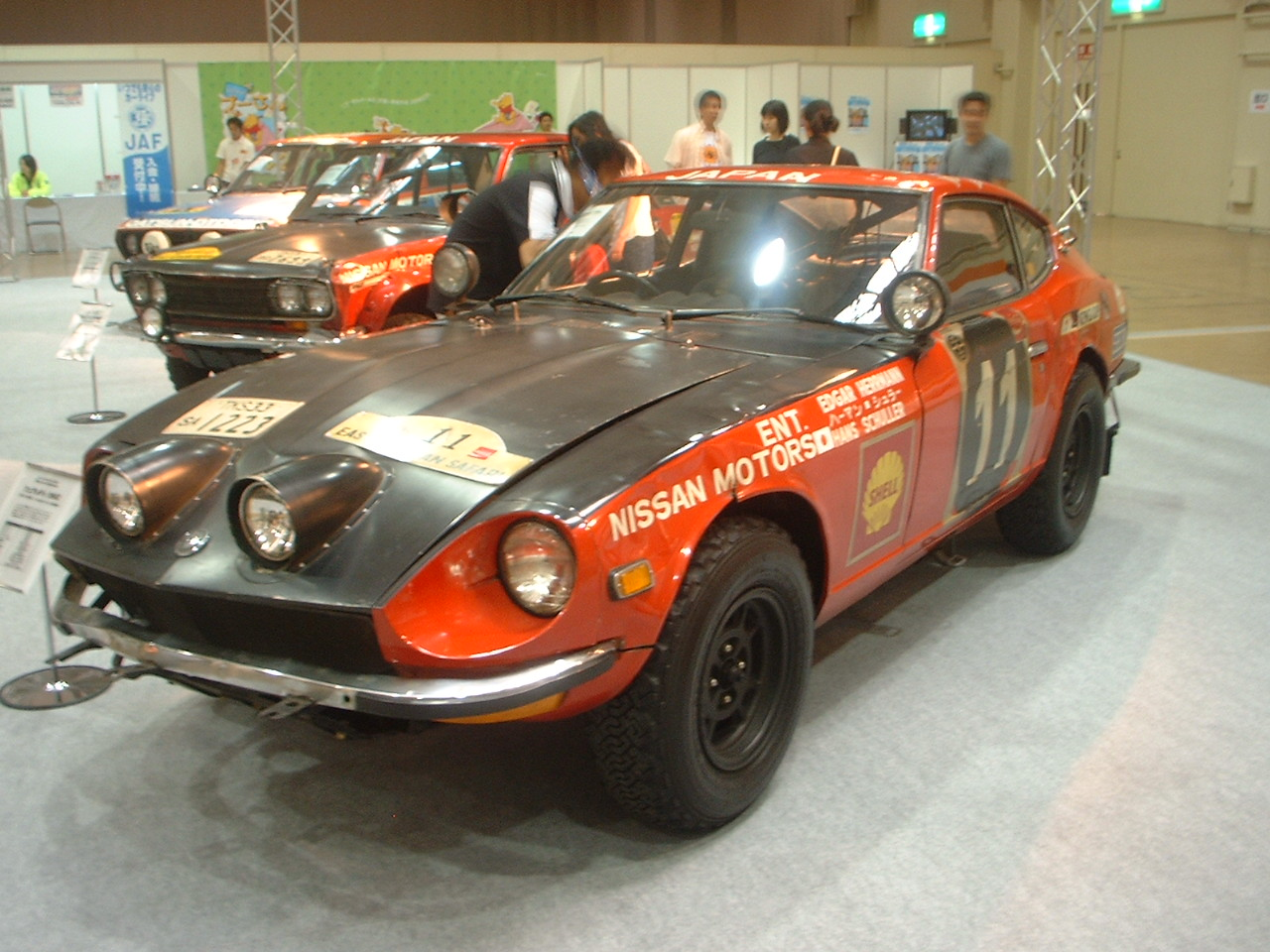
S30型フェアレディZ

1963年、日産は市販車の性能を海外の車種レベルに引き上げることを目的とし、WRCの誕生するより前からサファリラリーへの参戦を開始した。当時日本車はまだ国際的な認知も低く一流ドライバーとは契約は出来なかった。その為、監督は実験部部長の笠原剛三、ドライバーは実験部所属の難波靖治（後のラリーチーム監督、ニスモ初代社長）をはじめとした社員ドライバーいう体制で挑んだ。
1966年、日産はブルーバード410でクラス優勝を果たす。監督の笠原はこの時の記録を『栄光への5000キロ―東アフリカ・サファリ・ラリー優勝記録』という書籍にまとめた。これがベストセラーとなり、石原裕次郎主演で『栄光への5000キロ』の題名で映画化もされた。
1969年に日産ブルーバード510で総合3位、Dクラス優勝とチーム優勝を獲得（1位はフォード・2位はボルボ）。1970年には総合優勝のほか2-4-7位に入り、クラス優勝、チーム優勝とサファリラリー史上初の完全制覇を成し遂げた。
1971年は510つぶしの意図から、ルート変更により高速ルートが増えた為、意表を突いて1.6Lのブルーバードからフェアレディ240Zに変更し、総合で1-2-7位となる。3位のプジョーは2位のフェアレディZから5時間以上の遅れで、日産の圧勝となった。
1972年はフェアレディ240Zで参戦するが、5位6位に終わる（1位フォード・2位ポルシェ・3位フォード）。
1973年はフェアレディ240Zとブルーバード610の2車種で挑み、1-2-4位を獲得し総合優勝（3位はプジョー）。この年に起きたオイルショックと国内排気ガス規制対応の為、日産のラリー活動は一旦停止される。
1979年にワークス復帰し、以降ダットサン160J（PA10型バイオレット）で1982年まで前人未到の4連覇を達成した。しかしこれ以降はトヨタと4WD勢に圧倒され続け、1992年をもって日産はWRCから撤退した。

### 三菱
日産と激しく覇権を争ったのは、パリ=ダカールラリー同様三菱であった。前年にサザンクロスラリーで1～4位を独占する圧勝を示したランサー1600GSRは、サファリラリーにスポット参戦する形で1974年にWRC初登場。わずか1600ccでありながら2600ccのポルシェ911などを相手に見事なデビューウィンを飾った。このランサーは1977年に三菱が排ガス規制対応で一時活動を停止するまでスポット参戦し、1976年に再びサファリを制した。
1983年に三菱はワークス復帰するが、サファリで勝利を得るのは1996年のトミ・マキネンのランサーエボリューションによるもので、実に20年ぶりとなるものだった。1998年にリチャード・バーンズ、そして2001年のトミ・マキネンの勝利が三菱の最後のサファリ勝利となった。
2021年のWRCイベント復帰時は、実に14台ものランサーエボリューションが地元勢によって採用されていた。

### トヨタ

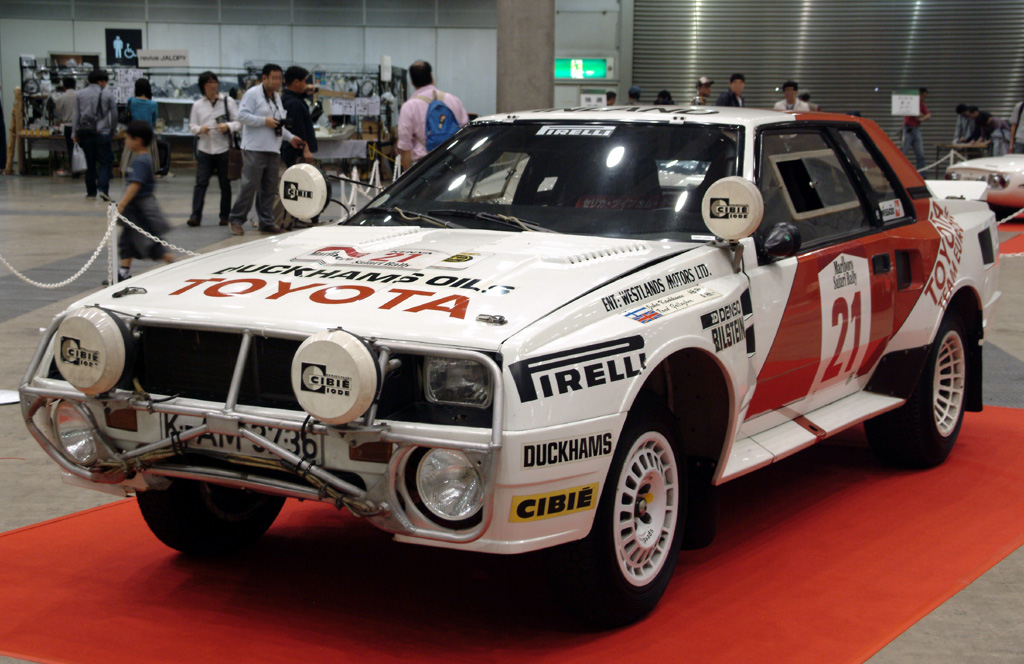
グループBのセリカツインカムターボ（1984年）

日産・三菱と同じくWRC発足時から参戦し、数々のラリーで優勝をしてきたトヨタだが、他2社と異なり欧州のオベ・アンダーソン・モータースポーツを支援する形を取っていた関係で、サファリとは長らく疎遠であった。
サファリに初参加したのは、トヨタが完全ワークス復帰した翌年の1984年である。これは日本メーカーで最も遅い参戦であったが、この年ビョルン・ワルデガルドのドライブするセリカツインカムターボが早くも優勝を挙げた。このとき①初参加チームによる総合優勝②ターボエンジン搭載マシンの優勝③第1セクションをリードした車による優勝④ヨーロッパ人の複数回制覇という、四つのサファリの新記録を同時に樹立している。以降トヨタはアウディ・クワトロやプジョー・205ターボのようなグループBの4WD勢が跋扈する中で、1986年まで後輪駆動のセリカでサファリを3連覇した。
1990年、1992年〜1995年もやはりセリカで、日産（ダットサンを含む）以来の4連覇を達成した。特に1993年は1-2-3-4位までをセリカが独占するほどの強さを見せた。
なお1995年の優勝者は日本人初かつ唯一のサファリ優勝となる藤本吉郎だが、このときはカレンダーのローテーションシステムのためWRCではなくFIA 2リッターワールドカップ（英語）としての開催だった。同カップは前輪駆動車のためのシリーズだが、アフリカイベントで欧州のフル参戦者たちが参戦しなかったこともあり、グループAの四輪駆動勢が総合優勝を争った。
2021年にWRCイベント復帰した際は、TOYOTA GAZOO Racing WRTとして唯一日系ワークスチームとして参戦。マシンはヤリスWRCで、セバスチャン・オジェが優勝した。また日本人として勝田貴元も総合2位でフィニッシュし、自身初となるWRCでの表彰台を獲得した。
ハイブリッド規定の導入された2022年は優勝がカッレ・ロバンペラ、2位エルフィン・エバンス、3位勝田、4位オジェで、1993年以来2度目となるトヨタ1-2-3-4を達成した。翌2023年もオジェ-ロバンペラ-エバンス-勝田の順番で2年連続1-2-3-4フィニッシュを決めた。

### スバル
スバルWRCの歴史は、サファリラリーへの挑戦が皮切りとなっている。1980年は、4WD、1600ccの「スイングバック」を平林武/カーン組が総合18位、グループ1優勝に導き、レオーネ4WDRXのデビューとなった1983年には、高岡祥郎/砂原茂男組が、当時の日本人WRC入賞最上位となる、総合5位でフィニッシュした。
その後、1988年にスバルのモータースポーツ部門、STIが設立され、1990年からレガシィRSによるWRC本格参戦がスタートした。ラリーカーの開発・チーム運営は、アリ・バタネンと組みコ・ドライバーとして世界タイトルを獲た経験もあるデビッド・リチャーズ率いるプロドライブが担当しているが、サファリへの参戦は、従来通り日本のSMSG（スバル・モーター・スポーツ・グループ）から行われていた（96年からはプロドライブも参戦）。
レガシィによる参戦初年は、アフリカ人ドライバーのパトリック・ジルが同ラリー初となるGr.Nでの完走を果たし、スバルとしては、その後7年に渡りクラス制覇を成す。
1993年にはレガシィではなく、グループA仕様のヴィヴィオ4WDを走らせた。チームはコリン・マクレーには「とにかく他チームの前を走れ」、しばしば各社ワークスの助っ人としてサファリを走った地元ドライバー、パトリック・ジルには「なにがなんでも完走しろ」とオーダーを出した。マクレーは車を壊してリタイアとなったものの眼を見張るスピードを見せ、ジルは見事総合12位完走を遂げた（グループA5クラス出走はジルのみ）。
1995年は三好秀昌がインプレッサを駆り、日本人初のグループN優勝を挙げている。

### ダイハツ

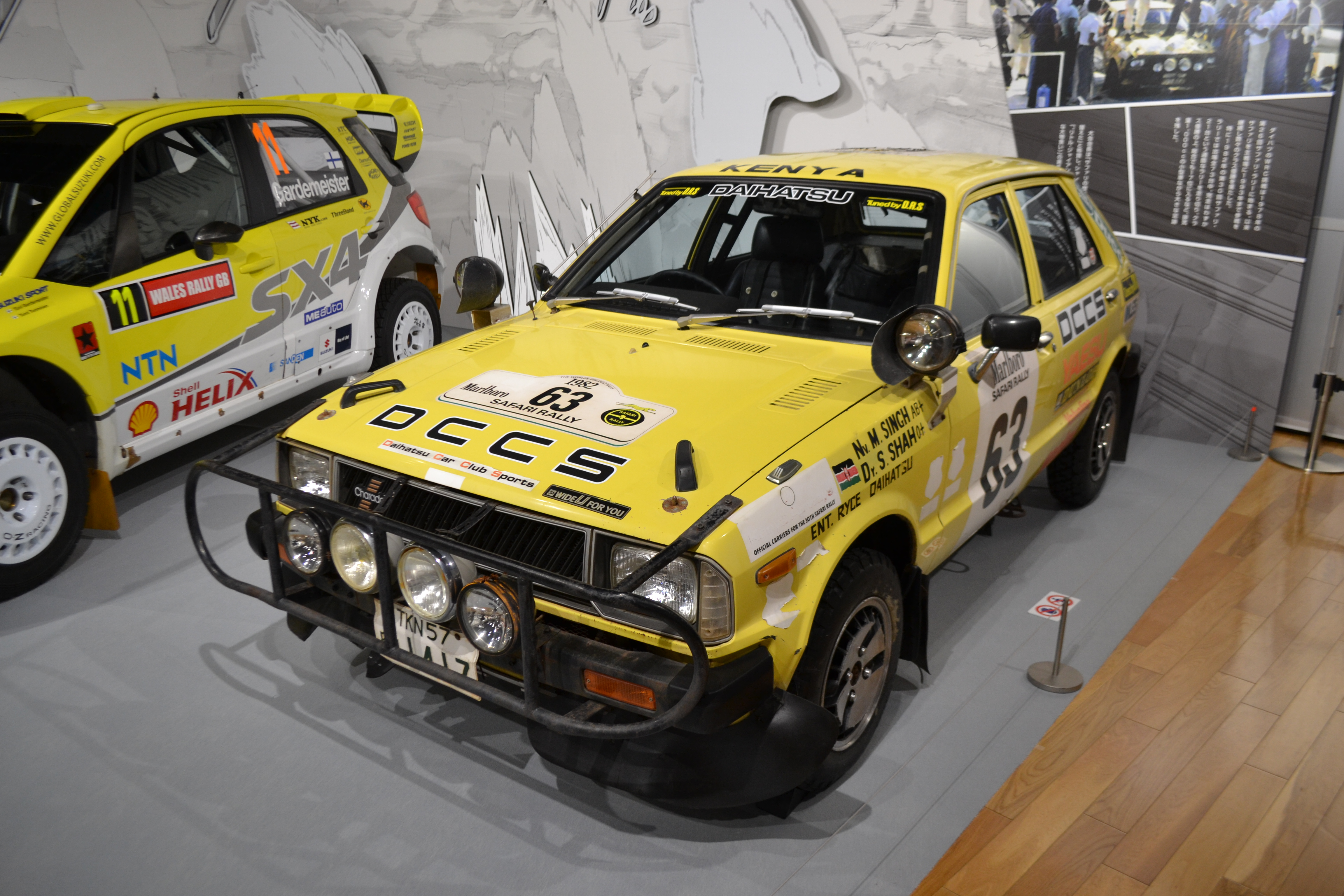
82年クラス優勝車（G10型）

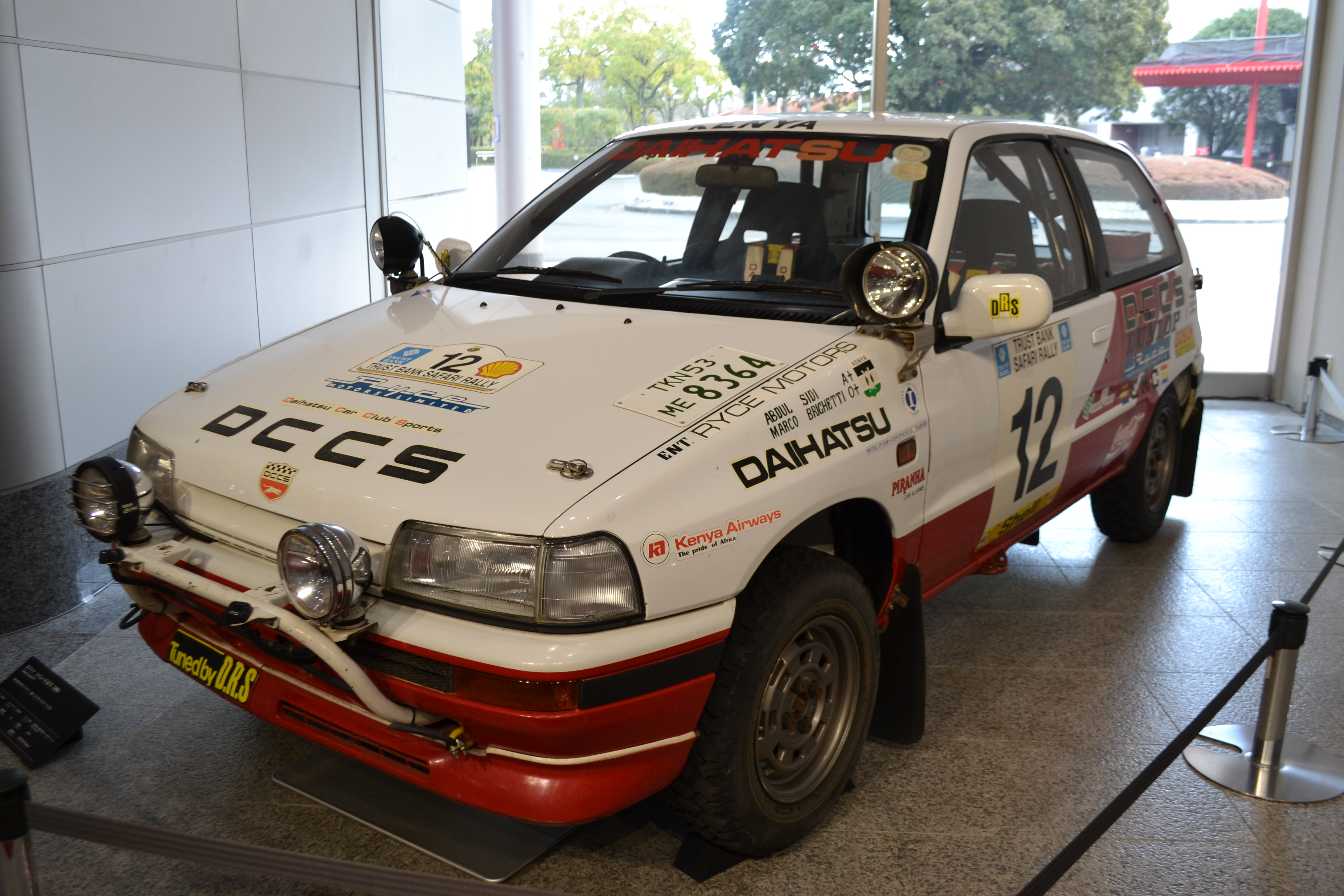
93年クラス優勝車（G100型）

ダイハツのWRC活動は東京ダイハツ自販の競技用部品の部門が発展したDRS（ダイハツ・レーシング・サービス）が中心となったが、資金や体制が小規模だったため、サファリのような一部イベント限定で行われた。
1979年にDRS支援の下、地元のプライベーターがグループ2/1クラスにG10型シャレードを用いたのが最初のサファリ挑戦となる。
DRSは1979年にツアー・オブ・マレーシアを制した次にサファリを目標に定め、1982年から地元ディーラーを中心に、日本からスタッフを送り込む形で参戦を開始。日本人ドライバーはスタントマンを本業とする浅川（関）虎美、ナビはドライバーから転向した日下部保雄がいた。後に多数のクラス優勝を獲得するが、耐久色の強い当時のサファリの独特の難しさと、それを小排気量車でクリアしていく楽しさは、勝敗以上にDRSの面々を虜にしていくことになる。
1985年にはDRSが本社に強引に掛け合って限定生産してもらったシャレード926ターボをグループB（排気量1,300cc以下のB5クラス）に投入。クラス1位/総合12位という記録を残した。ただしグループBの消滅もあって、本車の参戦はこの一度限りであった。
1990年からトップ10入りできるようになり、1993年はグループA7クラスで軽量ボディに993cc/3気筒ターボ搭載、最高時速200kmというスペックを持つG100型シャレードGTXXは、2,000ccターボ+4WDのグループA8クラス勢を相手に奮闘し、セリカの1～4位に次ぐ総合5-6-7位という記録を残した。その後距離短縮によるスプリント化や予算の都合、DRSの方針転換などもあって、結果的にこれが最後のサファリ挑戦となった。12年間の挑戦のうち、完走できなかったのは1983年と1989年のみであった。
DRSを率いた寺尾慶弘は後年、巨大な泥濘をスバルの4WD車より軽快にクリアしていくシャレードを見たスバルの重役から「FFでしょ？どうしてあんなにスムーズに走れるの？」と尋ねられ、「うちのはスクリューがついてるんだ」と冗談で返したと述懐している。一方で「色々な経験をさせてもらったからね。小さいけれど、ちょっとやそっとの車じゃないさ」と自信も覗かせていた。

## 地元勢の活躍

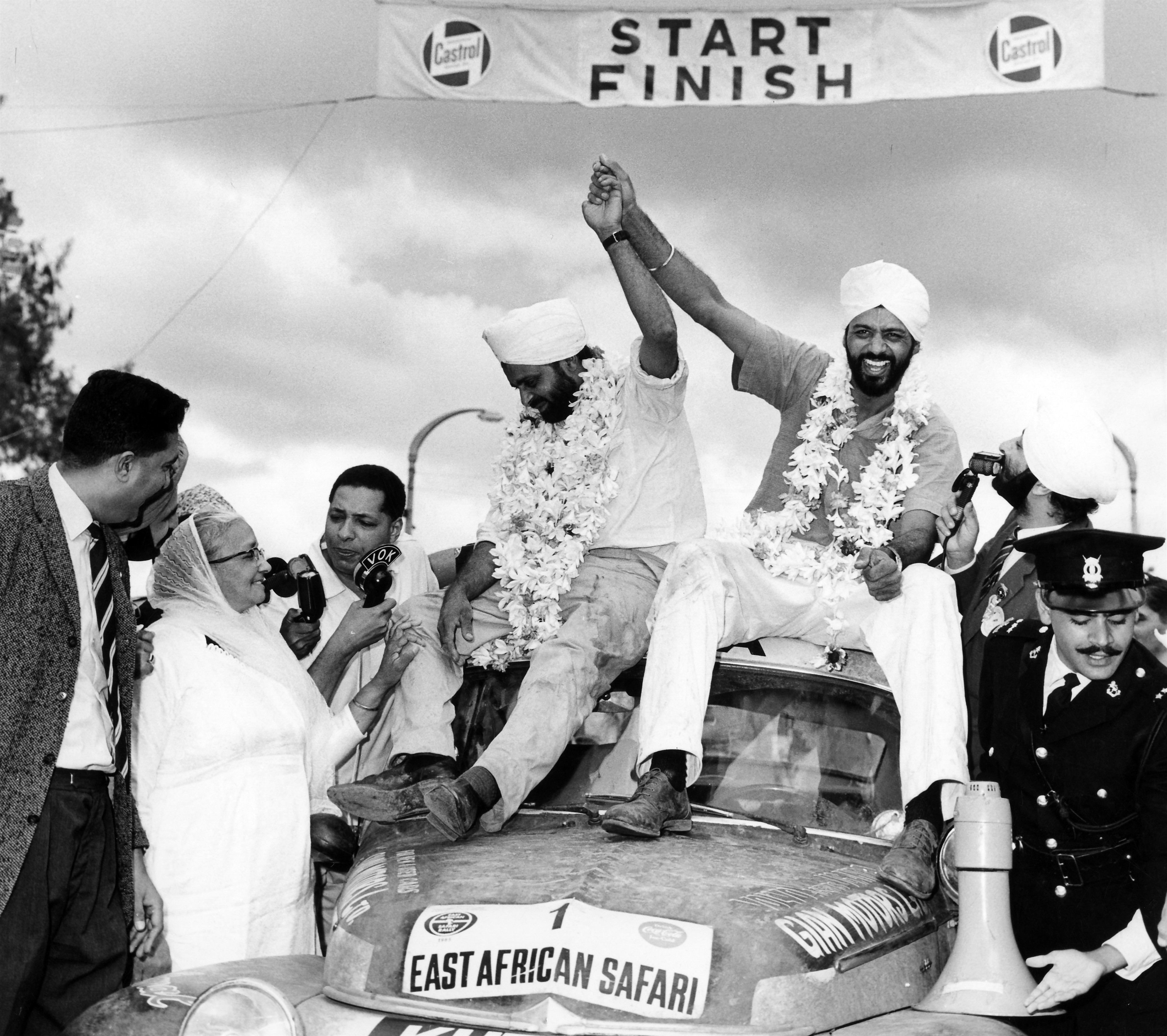
1965年、ボルボ・PV544で優勝したジョギンダ・シン

サファリで活躍する地元勢としてジョギンダ・シン、シェカー・メッタらがおり、世界の強豪メーカーへ対向するもまだ熟成の進んでいないスポット参戦の日本メーカー勢は起用しつづけ、地の利を活かす様になる。
また、メッタは5回優勝(1973年、1979年-1982年)と言う金字塔を打ち立てている。
1965年、ジョギンダ・シンがボルボ・PV544を駆り初優勝するが、この時にシンが駆っていたPV544は前年、ボルボ・ワークスが駆って大破させたマシンをケニアに残して行ったものであり、シンによって修復されたマシンを駆っての優勝であった。

## ヨーロッパ勢、スペシャリストの活躍

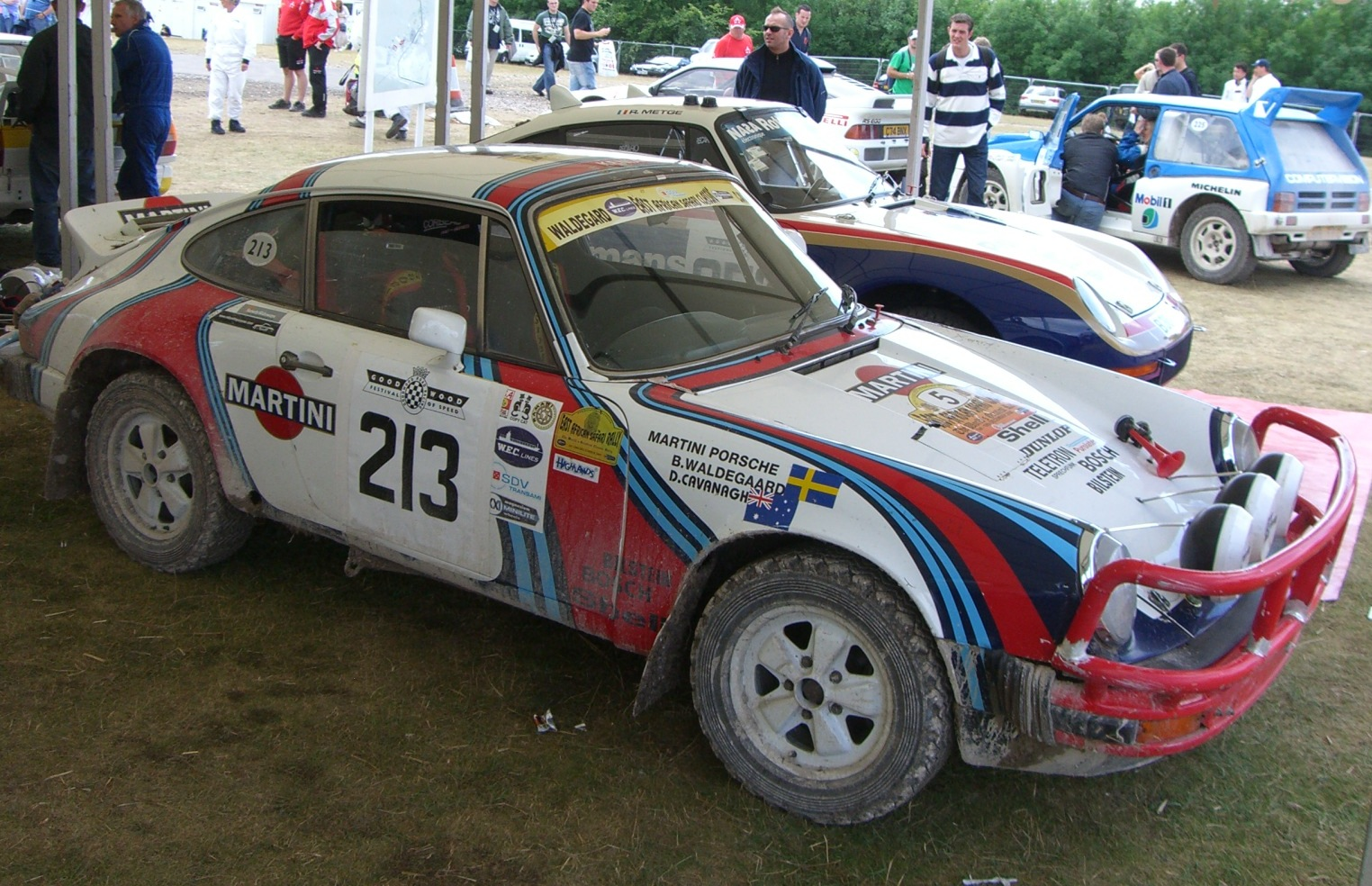
1978年ポルシェ911SC3.0(ビヨン・ワルデガルド車)

1953年の第一回大会には「総合優勝」が設定されていなかったが、最短時間でゴールしたのは最下位クラスのフォルクスワーゲン・タイプ1であった。翌年に総合優勝が設定されてからもタイプ1は一着でゴールし、ラリーにおけるタイプ1の強さを知らしめることとなった。
70年代よりランチアやポルシェ等のワークスで活躍していたスペシャリストが1990年代初めごろまでサファリで活躍しており、中でもビョルン・ワルデガルドは1974、77、84、86、90年に優勝。そこから2002年のWRC戦内では続いてコリン・マクレー、ユハ・カンクネンが3勝している。
チームのサポート体制は70年代を見てみると、ランチアチームのサポートカー(ベータ・クーペ等)に現地民から投石され、ウインドウを割られる事 もしばしばあり、ランチア・ストラトスで長丁場であるサファリを攻略する事から、他チームよりステージ内サービス(当時は路上でのサービスが許されていた)、ヘリコプター・セスナの数をチームの独断で増やしたことから他チームよりクレームがつくほどであった。

## WRCイベントでの優勝者

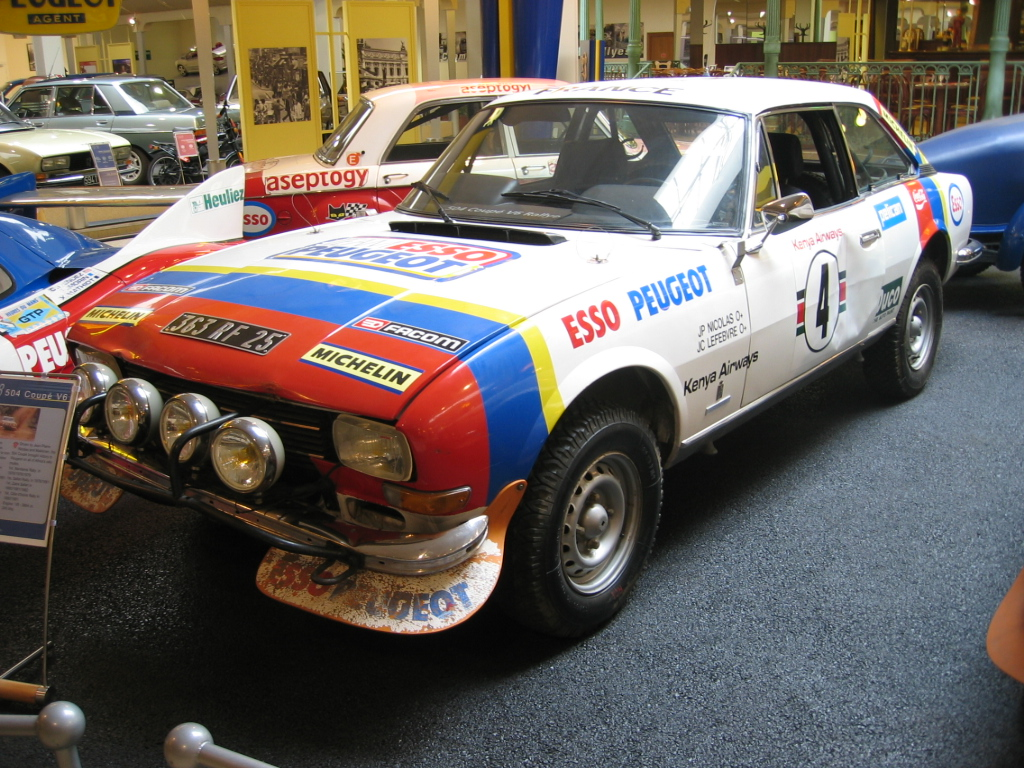
1978年優勝J-P・ニコラが駆ったプジョー504V6クーペ

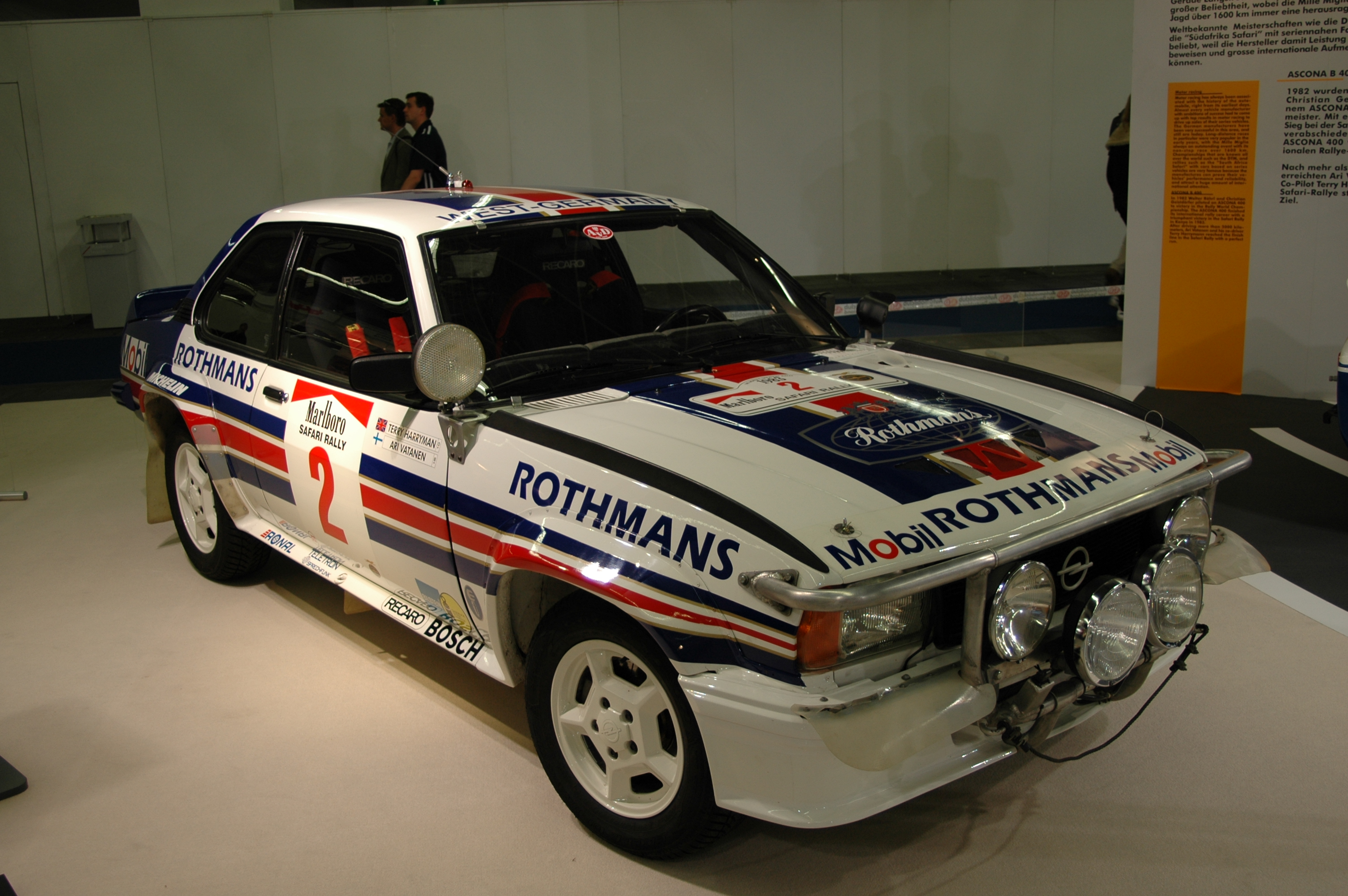
1983年優勝アリ・バタネンが駆ったオペル・アスコナ400

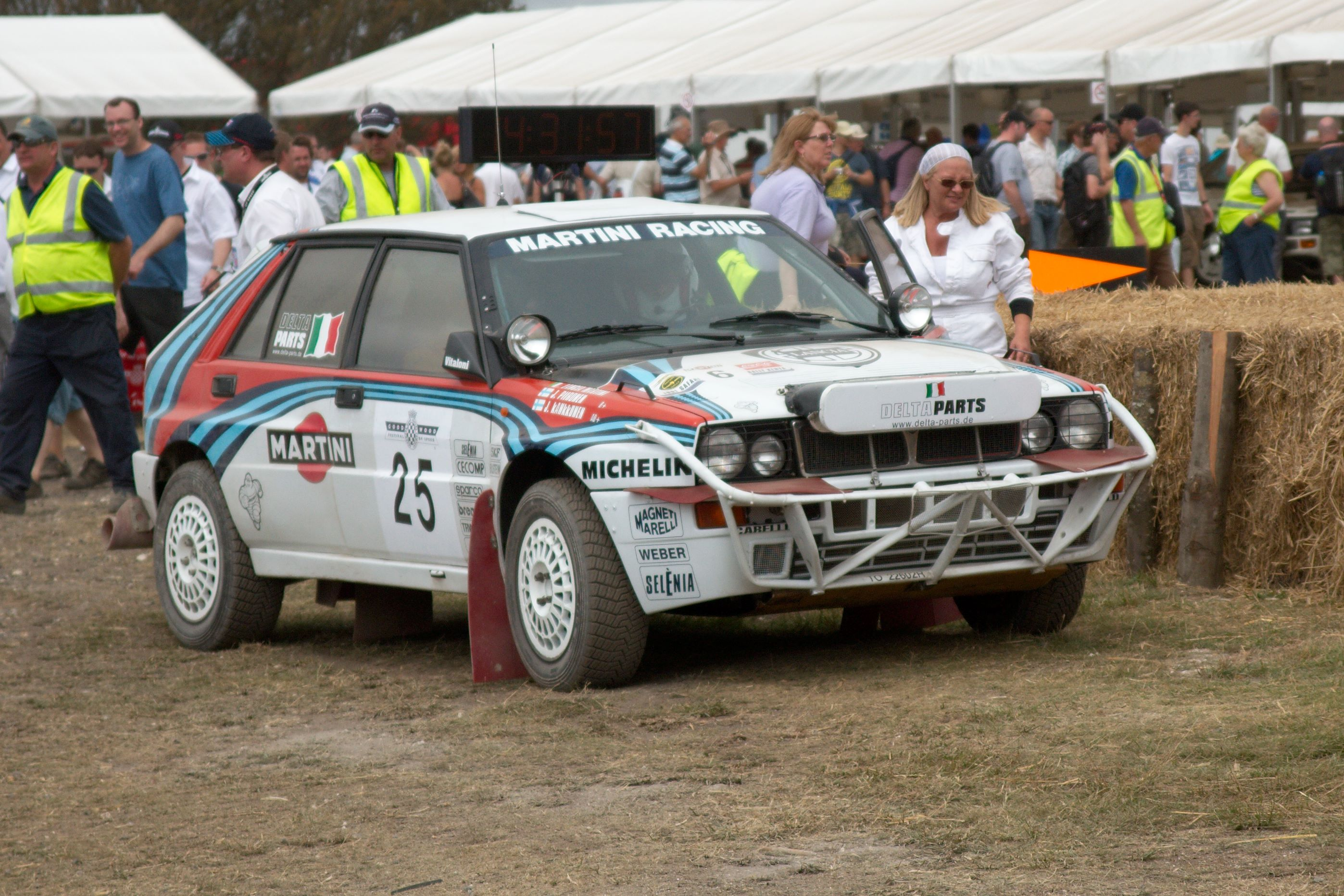
1991年優勝ユハ・カンクネンが駆ったランチア・デルタHFインテグラーレ16v

| 年     | ドライバー/コ・ドライバー                            | 搭乗車                              | チーム                                               |
| ------ | ---------------------------------------------------- | ----------------------------------- | ---------------------------------------------------- |
| 1970年 | エドガー・ヘルマン/ ハンス・シューラー               | ダットサン・510SSS                  | ダットサン                                           |
| 1971年 | エドガー・ヘルマン/ ハンス・シューラー               | 日産・240Z                          | ダットサン                                           |
| 1972年 | ハンヌ・ミッコラ/ グンナー・パウム                   | フォード・エスコートRS1600          |                                                      |
| 1973年 | シェカー・メッタ/ ロフティ・デレウス                 | 日産・240Z                          |                                                      |
| 1974年 | ジョギンダ・シン/ デビット・ドイグ                   | 三菱・ランサー                      |                                                      |
| 1975年 | オヴェ・アンダーソン/ アーネ・ハーツ                 | プジョー・504                       |                                                      |
| 1976年 | ジョギンダ・シン/ デビット・ドイグ                   | 三菱・ランサー                      |                                                      |
| 1977年 | ビヨン・ワルデガルド/ ハンス・ソルセリウス           | フォード・エスコートRS1800          |                                                      |
| 1978年 | ジャン=ピエール・ニコラ/ ジャン=クロード・レフェブル | プジョー・504 V6クーペ              |                                                      |
| 1979年 | シェカー・メッタ/ マイク・ドゥーティー               | ダットサン・160J                    | ダットサン                                           |
| 1980年 | シェカー・メッタ/ マイク・ドゥーティー               | ダットサン・160J                    | ダットサン                                           |
| 1981年 | シェカー・メッタ/ マイク・ドゥーティー               | ダットサン・バイオレットGT          | ダットサン                                           |
| 1982年 | シェカー・メッタ/ マイク・ドゥーティー               | 日産・バイオレットGT                | 日産                                                 |
| 1983年 | アリ・バタネン/ テリー・ハリマン                     | オペル・アスコナ400                 | ロスマンズ・オペル ラリーチーム                      |
| 1984年 | ビヨン・ワルデガルド/ ハンス・ソルセリウス           | トヨタ・セリカTCT                   | ウエストランド・モータース                           |
| 1985年 | ユハ・カンクネン/ フレッド・ギャラガー               | トヨタ・セリカTCT                   | ウエストランド・モータース                           |
| 1986年 | ビヨン・ワルデガルド/ フレッド・ギャラガー           | トヨタ・セリカTCT                   | トヨタ・チーム・ヨーロッパ                           |
| 1987年 | ハンヌ・ミッコラ/ アーネ・ハーツ                     | アウディ・200クワトロ               | アウディ・スポーツ                                   |
| 1988年 | ミキ・ビアシオン/ ティツィアーノ・シビエロ           | ランチア・デルタHFインテグラーレ    | マルティーニ・ランチア                               |
| 1989年 | ミキ・ビアシオン/ ティツィアーノ・シビエロ           | ランチア・デルタHFインテグラーレ    | マルティーニ・ランチア                               |
| 1990年 | ビヨン・ワルデガルド/ フレッド・ギャラガー           | トヨタ・セリカGT-FOUR               | トヨタ・チームケニア                                 |
| 1991年 | ユハ・カンクネン/ ユハ・ピロネン                     | ランチア・デルタHFインテグラーレ16v | マルティーニ・ランチア                               |
| 1992年 | カルロス・サインツ/ ルイス・モヤ                     | トヨタ・セリカターボ4WD             | トヨタ・チームケニア                                 |
| 1993年 | ユハ・カンクネン/ ユハ・ピロネン                     | トヨタ・セリカターボ4WD             | トヨタ・カストロールチーム                           |
| 1994年 | イアン・ダンカン/ デイビッド・ウイリアムソン         | トヨタ・セリカターボ4WD             | トヨタ・カストロールチーム                           |
| 1995年 | 藤本吉郎/ アーネ・ハーツ                             | トヨタ・セリカターボ4WD             | トヨタ・カストロールチーム                           |
| 1996年 | トミ・マキネン/ セッポ・ハルヤンヌ                   | 三菱・ランサーエボリューションⅢ     | チーム三菱・ラリーアート                             |
| 1997年 | コリン・マクレー/ ニッキー・グリスト                 | スバル・インプレッサ WRC            | 555スバル・ワールドラリーチーム                      |
| 1998年 | リチャード・バーンズ/ ロバート・レイド               | 三菱・カリスマGT エボリューションIV | チーム三菱・ラリーアート                             |
| 1999年 | コリン・マクレー/ ニッキー・グリスト                 | フォード・フォーカスWRC             | フォード                                             |
| 2000年 | リチャード・バーンズ/ ロバート・レイド               | スバル・インプレッサWRC             | スバル・ワールド・ラリーチーム                       |
| 2001年 | トミ・マキネン/ リスト・マニセンマキ                 | 三菱・ランサーエボリューション6.5   | マールボロ・三菱・ラリーアート                       |
| 2002年 | コリン・マクレー/ ニッキー・グリスト                 | フォード・フォーカスWRC             | フォード                                             |
| 2020年 | 中止                                                 | 中止                                | 中止                                                 |
| 2021年 | セバスチャン・オジェ ジュリアン・イングラシア        | トヨタ・ヤリスWRC                   | トヨタ・ガズー・レーシング・ワールド・ラリー・チーム |
| 2022年 | カッレ・ロバンペラ ヨンネ・ハルットゥネン            | トヨタ・GRヤリス ラリー1            | トヨタ・ガズー・レーシング・ワールド・ラリー・チーム |
| 2023年 | セバスチャン・オジェ ヴァンサン・ロンデ              | トヨタ・GRヤリス ラリー1            | トヨタ・ガズー・レーシング・ワールド・ラリー・チーム |
| 2024年 | カッレ・ロバンペラ ヨンネ・ハルットゥネン            | トヨタ・GRヤリス ラリー1            | トヨタ・ガズー・レーシング・ワールド・ラリー・チーム |
| 2025年 | エルフィン・エバンス スコット・マーティン            | トヨタ・GRヤリス ラリー1            | トヨタ・ガズー・レーシング・ワールド・ラリー・チーム |
※1973年以降WRCイベントとして開催。1995年はFIA 2リッターワールドカップのみ 。